# Epiphragma angusticrenulum
Epiphragma angusticrenulum är en tvåvingeart som beskrevs av Alexander 1931. Epiphragma angusticrenulum ingår i släktet Epiphragma och familjen småharkrankar. Inga underarter finns listade i Catalogue of Life.